# Giuseppe Garibaldi (C 551)
L'incrociatore portaeromobili STOVL Giuseppe Garibaldi, matricola C 551, è un'unità della Marina Militare che prende il nome dal celebre generale del Risorgimento. L'unità è stata la prima portaerei nella storia della Marina Militare ad entrare in servizio attivo dato che due unità portaerei, l'Aquila e lo Sparviero, furono approntate nel corso della seconda guerra mondiale ma non entrarono mai in servizio. La nave ha ricoperto il ruolo prestigioso di nave ammiraglia della Marina Militare dal 1987 al 2011, quando è passato alla nuova portaerei Cavour. Il ruolo di portabandiera della flotta era stato ricoperto dal 1961 al 1971 con lo stesso nome e la stessa matricola, dall'incrociatore leggero rimodernato Giuseppe Garibaldi.
La nave ha subito un ammodernamento nel 2003 e una profonda ristrutturazione nel 2013 ed è attualmente in ridotta tabella di disponibilità (RTD), cioè in riserva, dal 1º ottobre 2024 presso l'Arsenale militare marittimo di Taranto nell'attesa di essere posta definitivamente in disarmo.

## Costruzione
Il programma della sua realizzazione nacque dall'esigenza di sostituire i due Doria, uno dei quali, il Duilio, destinato a nave scuola per gli allievi dell'Accademia di Livorno in sostituzione del San Giorgio. La scelta ricadde su un incrociatore tuttoponte per la lotta antisommergibile, con un ponte continuo per un consistente gruppo di elicotteri antisommergibile. L'unità doveva unire oltre alle capacità tipiche di una unità maggiore quali un incrociatore, anche capacità di comando e controllo per un gruppo operativo d'altura per coordinare l'attività di una formazione navale, mettendo a sua disposizione le proprie risorse da integrare con quelle delle altre unità impiegate nella missione.

Il Garibaldi in allestimento a Monfalcone

La sua costruzione venne programmata in base alla Legge Navale del 1975, dopo che nel 1974 la Marina Militare aveva sottoposto all'industria italiana un progetto di massima per la realizzazione di un'unità navale tutto ponte. Il progetto iniziale prevedeva un ponte di volo piatto tipico delle unità portaelicotteri. Ad un progetto della Breda s'impose il progetto presentato dalla Italcantieri. L'unità venne ordinata dalla Marina Militare il 21 novembre 1977 e il contratto con l'Italcantieri venne stipulato il 20 febbraio 1978. La costruzione dell'unità è avvenuta negli stabilimenti di Monfalcone. Il taglio della prima lamiera è avvenuto il 28 aprile 1980 e il 9 settembre dello stesso anno ebbe inizio la costruzione del primo blocco in officina. Il 26 marzo 1981 il primo blocco venne impostato sullo scalo del cantiere navale di Monfalcone. Nel corso della costruzione dell'unità sullo scalo venne decisa l'adozione del trampolino (ski-jump) non prevista nella fase progettuale. Il 31 gennaio 1983 venne ultimato il montaggio dell'ultimo blocco sullo scalo e il 19 aprile venne completata la costruzione della sovrastruttura. La nave venne varata il 4 giugno 1983 alla presenza del presidente del Consiglio dei ministri Amintore Fanfani e del Ministro della difesa Lelio Lagorio che tenne il discorso inaugurale; madrina del varo fu la signora Flavia Donata Solvetti in Garibaldi, moglie dell'ultimo discendente dell'Eroe dei due mondi. Dopo le prove in mare iniziate il 3 dicembre 1984 la nave è stata consegnata alla Marina Militare il 30 settembre 1985 ed al momento della sua entrata in servizio era la portaerei più piccola al mondo.
La nave ha ricevuto la bandiera di combattimento a Napoli il 3 ottobre 1987, consegnata dalla presidenza dell'Associazione nazionale marinai d'Italia e dalla presidenza della Lega Navale Italiana.

## Caratteristiche
L'unità, progettata per operazioni antinave, antiaeree e antisommergibile e per assolvere funzioni di comando e di controllo di operazioni da parte di forze complesse, dispone di una componente aerea che può, alternativamente, essere composta fino ad un massimo di 12 aerei STOVL AV-8B Harrier II più 6 elicotteri per un totale di 18 aeromobili (12 in Hangar e 6 sul ponte di volo) oppure 18 elicotteri Agusta SH-3D. Lo scafo è suddiviso in 13 compartimenti stagni da paratie verticali, mentre è suddiviso in sei ponti in senso longitudinale. Particolare cura è stata posta, in fase progettuale, allo studio della carena, sottoposta a numerose prove presso l'INSEAN (Istituto nazionale per studi ed esperienze di architettura navale) di Roma che, su richiesta dell'Italcantieri, ha predisposto un bacino per le prove in condizioni di mare agitato e per lo studio dei fenomeni di cavitazione, mentre nel lago di Nemi sono state effettuate le prove di manovrabilità su un modello della nave di 8,57 metri. Lo scafo è dotato di normali alette antirollio, mentre con una velocità di navigazione superiore ai 18 nodi, due coppie di pinne retrattili, a comando elettro-idraulico, consentono una riduzione del rollio da 30° a 3°; e in funzione di riequilibrio dei carichi, in seguito a spostamenti di elicotteri o aerei, il servizio di bilanciamento trasversale viene assicurato da 2 casse di compensazione attive, poste in zona maestra, che sono riempite e svuotate mediante immissione od espulsione di acqua travasata da due elettropompe.

Configurazione del ponte della portaerei Giuseppe Garibaldi

Il ponte di volo, dalla caratteristica struttura disassata rispetto all'asse longitudinale della nave, è dotato di un trampolino di lancio (ski-jump) inclinato di 6° 5', è lungo 174 e largo 30 metri ed è provvisto di una passerella laterale per il movimento del personale e per la sistemazione di attrezzature accessorie quali punti rifornimento carburanti, prese di energia e servizi antincendi. Tale passerella è posizionata circa un metro al di sotto del ponte di volo. e l'aumento di quota della prora, in seguito alla decisione di adottare lo ski-jump, ha consentito il miglioramento della stabilità della nave in condizioni di mare agitato.
All'equipaggio che con il personale del comando complesso sfiora i 600 componenti, vanno aggiunti 230 del personale del gruppo aereo. L'hangar per ospitare la componente imbarcata è situato al di sotto del ponte di volo; esso misura 108×15×6 metri, è diviso in tre sezioni da due pareti tagliafiamma ed è dotato di due elevatori da 18×10 m della portata di 18 tonnellate della Navalimpianti, posti rispettivamente a prua ed a poppa della sovrastruttura (detta isola) e praticamente in asse con la sovrastruttura, che a sua volta è raggruppata intorno all'unico fumaiolo, in cui vengono convogliati i gas di scarico dei due gruppi propulsori, dei generatori diesel e delle calderine ausiliarie. L'isola, posizionata sul lato di dritta è lunga circa 60 metri ed ospita la plancia di comando, i locali operativi, e i gli alberi che sostengono gran parte delle numerose apparecchiature elettroniche. Inizialmente era previsto un secondo ponte continuo al di sotto del ponte di volo, ma considerazioni riguardanti la stabilità della nave hanno indotto a preferire la soluzione alla fine adottata, con l'inconveniente che l'hangar, con i due elevatori collocati a proravia e poppavia dell'isola, blocca le comunicazioni tra i due lati dell'unità, possibili solo al di fuori della zona occupata dall'aviorimessa; sotto il ponte di volo si contano altri sei ponti.
La nave è dotata di impianto di condizionamento, usabile in assetto NBC, dotato di 6 elettrocompressori centrifughi posti a coppia su tre stazioni di condizionamento della ditta Termomeccanica con potenza complessiva di 3.000.000 fr/h, per il periodo estivo, e di due scambiatori di calore da 700.000 Cal/h, per il riscaldamento invernale.
Gli impianti di produzione dell'acqua dolce calda e fredda da distribuire in 6 casse di acqua (quattro a prora e due a poppa), erano inizialmente costituiti da due evaporatori ScamFlash della Ditta SCAM di Milano da 120 tonnellate al giorno ciascuno. Gli impianti sono stati sostituiti durante la sosta lavori del 2002/2004 con quattro impianti di dissalazione ad osmosi inversa della Ditta ROCHEM-MARINE posti a coppia nei locali apparato motore. Per il servizio acqua calda per il condizionamento caldo, provvedono due boiler misto elettrico-vapore il cui funzionamento è assicurato dal vapore a 105 °C prodotto da quattro calderine ausiliarie Bono (poste a due a due nei locali apparato motore) oltre che con scaldiglie elettriche (possono essere alimentati alternativamente o contemporaneamente sia con vapore che elettrico in caso di onerosa richiesta e/o quando l'Unità è in mare con il massimo degli effettivi).

### Il gruppo aereo imbarcato
A causa della legislazione vigente all'epoca dell'entrata in servizio, che permetteva esclusivamente all'Aeronautica il possesso di mezzi aerei militari ad ala fissa il Giuseppe Garibaldi non ebbe, fino al cambio della legge nel 1989, alcuna dotazione di aerei. In seguito all'approvazione della legge 36 del 1º febbraio 1989, la Marina fu autorizzata a dotarsi di velivoli ad ala fissa. Dopo una valutazione tra il Sea Harrier britannico e l'Harrier II americano, la scelta italiana ricadde su quest'ultimo, dotato di un radar multimodale più sofisticato uguale a quello montato sullo F/A 18 Hornet, e che contrariamente al Sea Harrier è tuttora in produzione; nel 1990 venne emesso l'ordine per l'acquisto degli AV-8B+ con la consegna ai piloti e tecnici della Marina Militare dei primi due velivoli, che avvenne il 7 giugno 1991, presso la base dei Marine di Cherry Point nella Carolina del Nord, con la cerimonia ufficiale di consegna che avvenne il successivo 23 agosto a bordo del Garibaldi, ormeggiato nella base americana di Norfolk in Virginia.
Nonostante che il Garibaldi avesse imbarcato i primi aerei a bordo solamente a partire dal 1991, già in precedenza durante le esercitazioni internazionali, alcuni Harrier alleati avevano operato sul ponte di volo del Garibaldi come in occasione dell'esercitazione NATO Dragon Hammer 90.

### Propulsione
L'apparato di propulsione è del tipo COGAG, con quattro turbine a gas LM 2500 costruite dalla Avio su licenza della General Electric, ciascuna delle quali sviluppa una potenza di 25000 CV, ma che vengono impiegate ciascuna per una potenza di poco più 20000 CV), allo scopo di permettere una lunga vita operativa, fornendo così una potenza, a regime, di 82000 hp (60 MW) alle due linee assi dotate di eliche a cinque pale fisse che, in marcia avanti, girano verso l'interno (sovraconvergenti) e consentono una velocità massima di 30 nodi, con una velocità di rotazione delle eliche, la più bassa al momento realizzata.
La nave ha un'autonomia di circa 7000 miglia (13000 km) ad una velocità media di 20 nodi. Le quattro turbine a gas sono accoppiate a due a due agli assi tramite riduttori/invertitori Vulcan/Tosi. La configurazione dell'apparato propulsivo permette la navigazione con una sola linea d'assi, azionata da una o due turbine a gas oppure con due linee d'assi, che possono essere azionate da due o quattro turbine. L'apparato di propulsione è suddiviso in due gruppi distanziati da altri due compartimenti stagni, in modo da garantire la sopravvivenza dell'unità e la sua governabilità anche con tre compartimenti attigui allagati. Le turbine aspirano aria da condotte in acciaio inox, indipendenti da ciascuna macchina, presenti sulle due murate, ad un'altezza compresa fra il 1º corridoio ed il ponte di volo, e munite di filtri deumidificatori altair, silenziatori e di dispositivi antighiaccio. I gas di scarico vengono eliminati tramite condotte, che confluiscono nell'unico fumaiolo, mentre la presenza di dispositivi per abbattere la temperatura dei gas provvede alla diminuire l'emissione dell'infrarosso.

La consolle del sistema SEPA

L'apparato motore è dotato di centrale di Automazione S.E.P.A. 7614 la cui consolle principale di comando e controllo è sistemata in COP (Centrale Operativa di Piattaforma) dove vengono effettuate tutte le operazioni richieste dalla plancia, e due C.A.M. ausiliarie (Condotta in Apparato Motore) per la condotta in degradato delle turbine a gas, poste nei locali centrale elettrica di prora e di poppa.
La linea di trasmissione sinistra dell'apparato motore, è costituita dalle due turbine a gas poste nel locale più vicino alla prora, ed è diretta in quanto l'elica di sinistra gira nello stesso verso di quello delle turbine, mentre la linea di trasmissione di destra, costituita dalle due turbine a gas poste nel locale più vicino alla poppa, è inversa, poiché l'elica di dritta gira in senso contrario rispetto a quello delle turbine e l'inversione viene ottenuta ruotando di 180° tutta la sistemazione dell'apparato motore, in maniera che l'innesto con la linea d'asse avvenga al contrario.
Alla produzione di energia elettrica utile a tutti i servizi di bordo compreso l'apparato di propulsione, provvedono sei gruppi elettrogeni (di cui due utilizzabili in emergenza, ma di fatto utilizzati normalmente) dotati di motori diesel veloci primi della Grandi Motori Trieste tipo B230/12 sovralimentati che trascinano altrettanti Alternatori Sincroni trifase della Ditta Ansaldo-Elettrital da 440 V e 1560 kW massimi erogabili avviabili sia da locale, sia dalle 4 centrali elettriche (di cui 2 fuori apparato motore) che dalla C.O.P. dove si trova il cervello del sistema integrato SACIE per la condotta dell'impianto elettrico dell'unità con i suoi terminali per la condotta in degradato nelle centrali elettriche già menzionate; due sono sistemati nei locali dell'apparato motore di prora e due a quello di poppa. I diesel installati nei locali apparato motore sono chiusi separatamente in moduli insonorizzati antiacustici, allo scopo di ridurre il rumore emesso durante il funzionamento, e dotati di impianti antincendio interni. I due gruppi di emergenza sono collocati il locali separati "fuori apparato motore" e posti uno a prora e uno a poppa sul lato sinistro dell'Unità, posti sul ponte di sicurezza e aventi gli scarichi a sinistra del ponte di volo.

### Armamento
Per la difesa aerea a medio raggio la nave è dotata di due lanciamissili brandeggiabili a otto celle Selenia "Albatros", posti sulle tughe prodiera e poppiera dell'isola e dotati di barriera di dispersione dei gas di scarico a protezione del ponte di volo, ciascuno dei quali dispone di otto missili pronti al lancio e sedici di riserva per un totale di quarantotto missili Aspide. 

Cannone del sistema Dardo

Per la difesa antiaerea ravvicinata sono presenti tre torrette binate dotate di cannoni leggeri Breda da 40mm/70 integrate nel Sistema di difesa di punto Dardo; le tre torrette, con una cadenza di fuoco di 300 colpi/minuto (ed una portata di 4km contro missili e bersagli aerei e di 12km contro bersagli di superficie) sono collocate in modo da garantire una visuale ottica a 360°, con due torrette posizionate sulle fiancate laterali ed una a poppa estrema.
Per la difesa antisommergibile la nave dispone di due lanciasiluri tripli del tipo ILAS-3 da 324 mm, simili al tipo MK 32 americano, armati con siluri leggeri Mk 46 e A-244. Gli stessi siluri leggeri equipaggiano anche gli elicotteri ASW di bordo.
Sul cielo della parte poppiera dell'isola vi erano due lanciarazzi Breda SCLAR da 105 mm, montati su affusto, per venti razzi illuminanti o per il lancio di chaff, flares e per il jamming, che sono stati riposizionati dopo i lavori di ammodernamento del 2003.
In origine era installato anche un sistema missilistico teleguidato antinave basato su quattro lanciamissili OTOMAT, posizionati lateralmente ad estrema poppa, con possibilità d'impiegare un totale di otto contenitori sovrapposti a coppie per la versione Mk-2 con ali ripiegabili, sbarcati nel 2003 per consentire un allargamento del ponte di volo.

### Elettronica di bordo
Il centro vitale dell'unità è la COC (Centrale Operativa di Combattimento) che scandisce e regola tutte le sue attività della nave e dalla quale vengono dirette le attività della nave sia durante le esercitazioni sia durante le reali attività di crisi; il locale della Centrale Operativa di combattimento trova la sua ubicazione dietro la Plancia di Comando e ospita il sistema Selenia IPN 20 cui è affidato il compito di raccogliere i dati dai vari sensori e dai sistemi di comunicazione, che fa parte del SADOC-3 (Sistema Automatizzato per la Direzione delle Operazioni di Combattimento) che ha il compito di ricevere ed elaborare le informazioni di tutti i sensori di bordo, fornendo informazioni, istante per istante, della situazione riscontrata tramite processi di trasformazione delle informazioni da analogico a digitale, attivando i sistemi difensivi in maniera selettiva in funzione del tipo di minaccia riscontrata, controllando e guidando i dispositivi di offesa verso il bersaglio. Lungo le pareti della COC sono presenti dieci consolle verticali SOC (Single Operator Consolle) del sistema integrato di elaborazione e presentazione dati Selenia IPN-20: con il compito di discriminare e seguire una sola attività prescelta; al centro due consolle multiple (Multiple Operators Consolle), che possono seguire tutte le attività in maniera da visualizzare la situazione tattica complessiva, ed infine una consolle orizzontale con un grande display. Il Sistema Automatizzato per la Direzione delle Operazioni di Combattimento, che era stato introdotto a bordo delle unità della classe Audace con il SADOC 1 con capacità di solo Comando, ha subìto nel tempo, grazie al progredire della tecnologia nei campi dell'elettronica e dell'informatica, ampliando le capacità con compiti di Comando e Controllo (C2), di Comando, Controllo e Comunicazioni (C3) e nell'ultima evoluzione, C4I, con compiti di Comando, Controllo, Comunicazione, Computer ed Informazione. Il processo automatizzato dello scambio di dati ed informazioni in tempo reale è stato inizialmente assicurato dal sistema di comunicazioni Elmer con il Link 11 HF e UHF Link 14 e le predisposizioni per il Link 16 implementato dopo i lavori a cui l'unità è stata sottoposta nel 2003.

La consolle del sistema Selenia IPN 20

Alla ricerca aerea a lungo raggio provvede il radar tridimensionale Hughes AN/SPS-52C in banda E che ha ben 400km di portata ed opera in associazione con il radar bidimensionale di scoperta aerea a lunga distanza Selenia MM/SPS-768 (RAN-3L) che opera in banda D, con una portata di 200km, dotato di secondario IFF associato Mk. XII. Il radar bidimensionale Selenia SPS-774 (RAN-10S) che ha una portata di 150km provvede alla ricerca aerea a media distanza e bassa quota ed è dotato di secondario IFF associato Mk. XIII. Il radar di scoperta di superficie S.M.A. MM/SPS-702 in banda I, installato su una mensola dell'albero di prora, ha anche compiti di scoperta di bersagli aerei a basse quote ed è associato all'interrogatore MM/UPC-718 (per il riconoscimento di velivoli amici dotati di trasponditore MM/UPC-719) ed all'antenna in banda G/H per la teleguida dei missili Teseo. All'inizio degli anni novanta l'unità è stata dotata di un radar MM/SPS-702 CORA, la cui antenna, racchiusa in un radome di dimensioni più ridotte, rispetto a quello imbarcato delle fregate della classe Lupo, posizionato sul vertice di dritta della plancia di comando. Il radar di navigazione MM/SPN-749 della GEM Elettronica opera in banda I con una potenza di picco di 20 kW, con due antenne separate sistemate lungo l'asse longitudinale dell'unità, con quella “master” installata in testa alla plancia di comando e quella “slave” in testa alla plancia poppiera. Inizialmente sull'unità era previsto l'imbarco di un radar di navigazione SMA MM/SPS-703, la cui antenna sarebbe dovuta essere poggiata su una mensola, tuttora esistente, posizionata sull'albero di prora, al di sotto di quella utilizzata per l'antenna del radar MM/SPS-702, ma è stato preferito il sistema MM/SPN-749 della GEM Elettronica, che prevedeva l'impiego di due antenne, sistemate ciascuna di esse nella zona prodiera e poppiera dell'isola. Al sistema Albatross/Aspide sono asservite tre direzioni di tiro SPG-75 con radar Selenia RTN-30X Orion e centralina Elsag NA-30B Argo con due apparati collocati sul cielo della plancia di comando ed il terzo a poppavia del fumaiolo. Ai tre CIWS Dardo sono asservite tre direzioni di tiro SPG-74 con radar Selenia RTN-20X e centralina Elsag NA-20 i cui apparati sono collocati nelle immediate vicinanze di ciascun impianto.
All'assistenza del decollo ed appontaggio di velivoli provvede il Tacan Face Standard URN-25 cui sono affidati anche compiti di radio assistenza per procedure IFR di volo.
Per le operazioni di guerra elettronica l'unità è dotata dal sistema integrato ESM/ECM Elettronica MM/SLQ-32 Nettuno, i cui elementi operano sia in funzione ECM (Electronic Counter Measures) attiva per disturbare ed ingannare i radar avversari ed i sistemi di guida dei missili nemici, sia in funzione ESM (Electronic Support Measures) passiva, per la localizzazione e l'analisi delle emissioni di apparecchiature elettroniche ritenute non amiche.
La protezione elettronica antisiluro è affidata al sistema AN/SLQ-25 Nixie, usato da molte marine NATO. Il sistema AN/SLQ-25 è dotato di una fonte di inganni (o civette) antisiluro mediante un apparato filabile in mare, che emette segnali di disturbo, come il rumore di un'elica o del motore per ingannare e deviare i siluri in arrivo. Una versione più moderna del sistema AN/SLQ-25, denominata AN/SLQ-25B, è dotata di sensori in grado anche di individuare e localizzare sommergibili e siluri in arrivo.
La dotazioni dei sensori è completata dal sonar a bassa frequenza, inizialmente il Raytheon DE 1160LF montato a scafo, successivamente aggiornato alla versione DMSS-2000 dopo i lavori di ammodernamenti del 2003.

## Servizio

### Sede del comando di squadra
Entrato in servizio il 30 settembre 1985, il Garibaldi è stato assegnato al 2º Gruppo navale d'altura della II Divisione Navale dislocato nella base di Taranto, ricoprendo il ruolo di sede del Comando in Capo della Squadra Navale.

La nave durante le prove in mare

L'attività del Garibaldi è da subito stata intensissima. Imbarcò prima gli elicotteri AB212 e poi gli Eh101. La nave è stata impiegata come unità sede comando della Squadra Navale, partecipando ad attività addestrative di vario tipo e di rappresentanza in Mediterraneo e oltreoceano, prendendo parte a tutte le più importanti esercitazioni e missioni in cui è stata impegnata la flotta della Marina Militare, ed è stata sempre impiegata nelle aree di crisi.

Alla fonda a Taranto

Nell'estate del 1991 l'unità si è recata negli Stati Uniti per la cerimonia di consegna dei primi due velivoli, due TAV-8B bi-posto in versione da addestramento, facendo rientro in Italia il 24 settembre 1991, con i velivoli che raggiunsero la base aerea di Grottaglie.
Nella prima metà degli anni novanta l'unità prese parte alle operazioni in Oceano Indiano durante la crisi in Somalia. All'inizio del 1994 prese parte alla missione Ibis II in qualità di nave comando del 25º Gruppo Navale formato oltre che dal Garibaldi, dal rifornitore Stromboli, dalle LPD San Giorgio e San Marco e dalla fregata Scirocco, per il ritiro del contingente italiano che era stato impegnato nell'Operazione Restore Hope.
Al ritorno della missione, nella primavera del 1994 l'unità effettuò un nuovo viaggio negli Stati Uniti per ricevere i primi tre AV-8B+ in versione monoposto, e nel corso di una lunga permanenza negli Stati Uniti toccò anche i porti di Baltimora, Boston e New York.

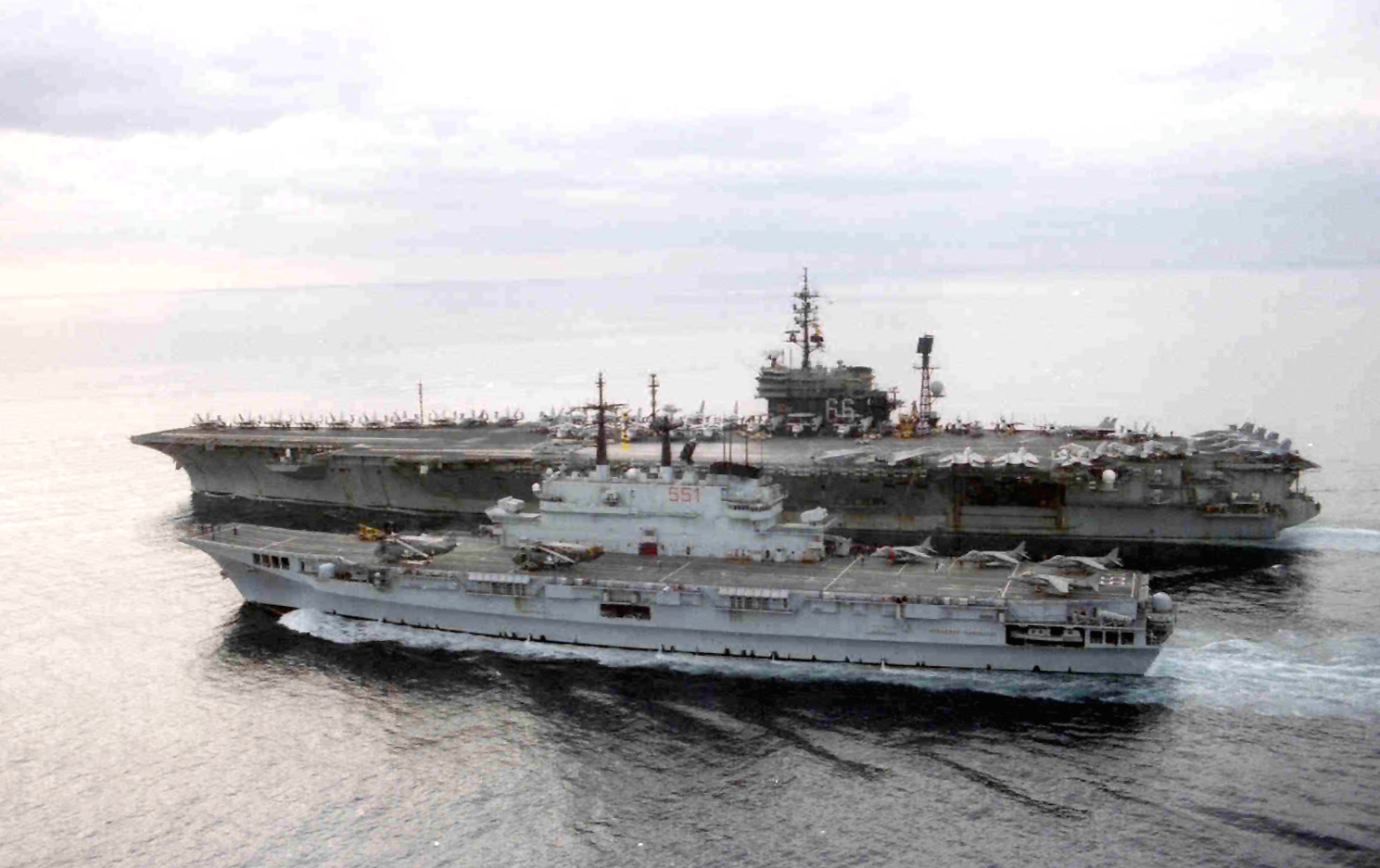
Il Garibaldi in primo piano durante un'esercitazione in Adriatico davanti alle coste croate nel gennaio 1996

Dopo il rientro in Italia, tra l'11 gennaio e il 23 marzo 1995 il Garibaldi fece ritorno nelle acque somale per prendere parte alla missione Ibis III per il ritiro del contingente di pace delle Nazioni Unite dalla Somalia con compiti di nave comando del 26º Gruppo Navale composto dalle stesse unità del precedente 25º Gruppo ad eccezione dello Scirocco sostituito dal Libeccio. Dal ponte di volo del Garibaldi nell'occasione operarono 3 caccia AV-8B Harrier II, 2 SH-3D, 4 AB-212 NLA e 4 A-129 Mangusta. Agli equipaggi delle unità navali si aggiungevano 198 tra paracadutisti e cavalleggeri dell'esercito, 320 del battaglione San Marco e 30 incursori del Comsubin.
Da marzo a giugno del 1997 il Gruppo Aereo imbarcato del Garibaldi ha preso parte all'Operazione "Alba Neo" (Albania Non Combat Evacuation Operation) con velivoli armati che giornalmente hanno effettuato decolli dalla base di Grottaglie.

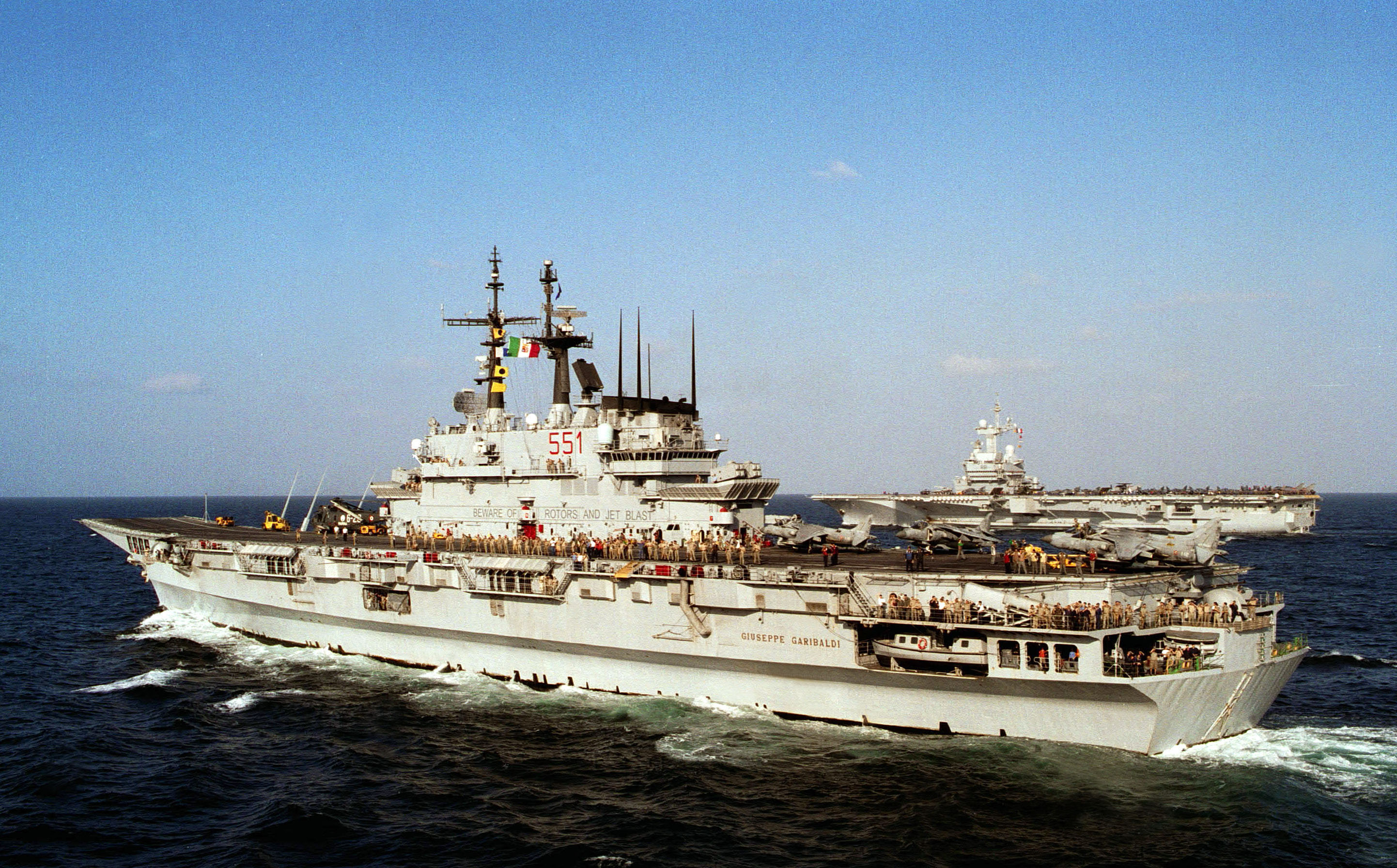
Il Garibaldi (in primo piano) durante l'operazione Enduring Freedom nel febbraio 2002

In seguito alla riorganizzazione della Flotta avvenuta nel 1999, il Garibaldi è stato inquadrato nel COMFORAL, il Comando Forze d'Altura di base a Taranto.
Nel 1999 con la guerra del Kosovo l'Italia è stata impegnata nell'Operazione Allied Force. I caccia AV-8B II+ Harrier imbarcati a bordo del Garibaldi, a partire dal 13 maggio fino a inizio giugno 1999, hanno svolto 30 sortite per 63 ore di volo. Gli aerei hanno impiegato bombe Mk 82 e GBU-16 e missili AGM-65 Maverick. La forza navale italiana oltre alla portaerei Garibaldi con il suo gruppo aereo, includeva anche la fregata Zeffiro.
In seguito agli attentati dell'11 settembre 2001 e la guerra al terrorismo proclamata dal Presidente degli Stati Uniti Bush, con la partecipazione dell'Italia all'Operazione Enduring Freedom l'unità è stata impegnata in qualità di nave comando del GRUPNAVIT I, il 1º Gruppo navale italiano che oltre al Garibaldi comprendeva anche la fregata Zeffiro, il pattugliatore di squadra Aviere e il rifornitore Etna. Salpata da Taranto il 18 novembre 2001 la formazione ha operato in Oceano Indiano dal 3 dicembre 2001 al successivo 1º marzo, rientrando a Taranto il 18 marzo 2002. Nel corso della missione gli Harrier AV-8B dell'unità hanno effettuato 288 missioni per complessive 860 ore di volo ed i quasi 1500 componenti degli equipaggi delle unità navali e del gruppo aereo che hanno partecipato alla missione hanno svolto compiti di controllo, intercettazione/interdizione in mare e di supporto aereo e interdizione aerea in territorio afghano.

### L'ammodernamento del 2003
Nel 2003 la nave è stata sottoposta a lavori di ammodernamento che hanno dotato l'unita di capacità C4I, nel corso dei quali sono stati sbarcati i lanciamissili Teseo e riposizionato uno dei lanciarazzi SCLAR, consentendo così un allargamento del ponte di volo a dritta di poppa. Sono stati anche installati il sistema dati MCC (acronimo di Maritime Coordination Centre), il sistema di comunicazione satellitare SATCOM ed è stato sostituito il sonar. Dopo tali lavori il sistema di comunicazione comprende comunicazioni satellitari, Link 11, Link 14, Link 16 e Wide Area Network (WAN) ed inoltre è stato realizzato un centro di comando e controllo per uno stato maggiore con 100 operatori.
Dopo tale ciclo di lavori l'unità ha preso parte in Atlantico all'esercitazione Majestic Eagle svolta nel 2004.

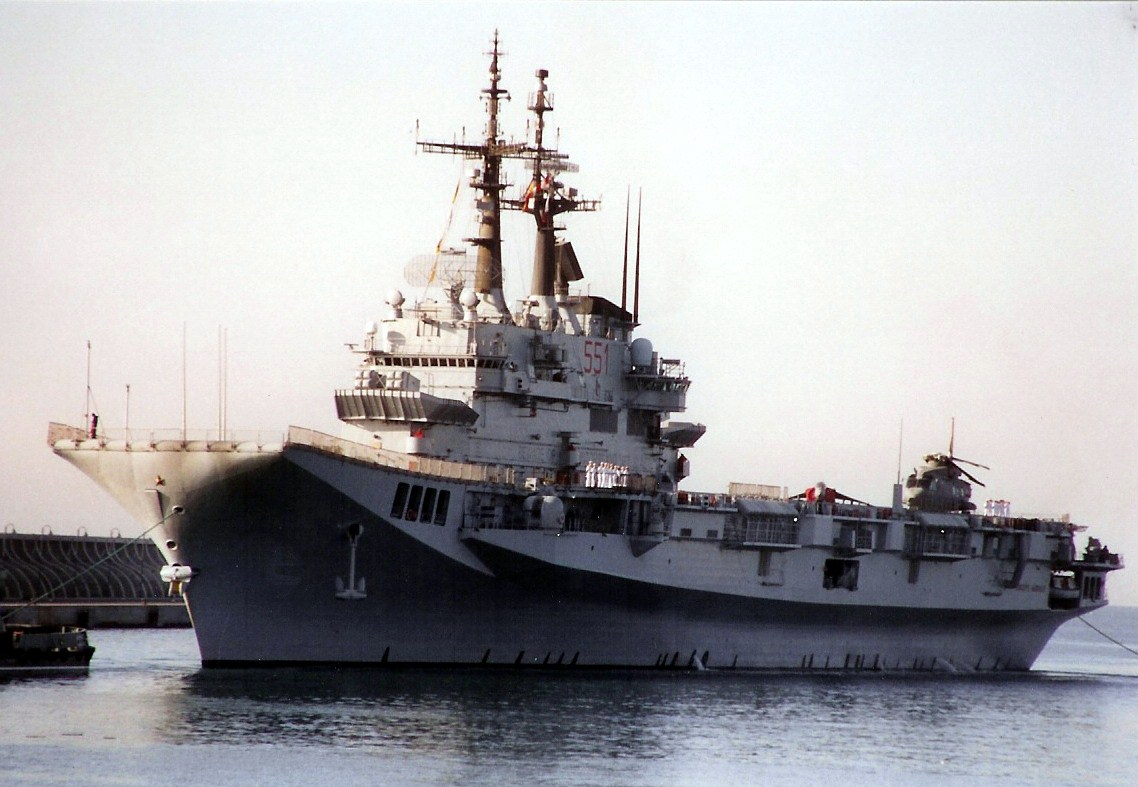
Il Garibaldi a Malaga nel 2004

Nell'estate 2006 la Marina Militare è stata una delle prime ad intervenire nella crisi del Libano. partecipando all'operazione Mimosa '06 e successivamente all'operazione Leonte con il San Giusto, il San Marco e il San Giorgio in prima fila insieme alla fregata Aliseo, al cacciatorpediniere Durand de La Penne e alla portaerei Garibaldi. Le navi, hanno sbarcato nel porto di Beirut, sotto il controllo del Reggimento San Marco, tonnellate di materiale destinato alla popolazione, cucine da campo, ambulanze, generatori per la produzione di corrente elettrica, tende pneumatiche, tonnellate di medicinali e tonnellate di generi alimentari destinati alla popolazione civile non combattente messi a disposizione dal Ministero degli Esteri, dalla Protezione Civile, dalla Croce Rossa Italiana e dal Programma Alimentare Mondiale delle Nazioni Unite.
Nel corso dell'operazione Mimosa 06 il Durand de la Penne, in esercitazione in Grecia, è stata tra le prime unità neutrali ad entrare nel porto di Beirut per l'evacuazione dei connazionali ed altri europei verso l'isola di Cipro con ben due viaggi. Successivamente è intervenuto il battaglione San Marco, con l'unità da sbarco San Giusto che ha permesso il trasporto di beni di prima necessità per la popolazione in guerra oltre all'evacuazione di altri connazionali. L'operazione Leonte è scattata a settembre, sotto l'egida dell'ONU all'interno della missione UNIFIL 2. Le navi Garibaldi, San Giusto, San Giorgio e San Marco (in pratica l'intera flotta tuttoponte), con la scorta della corvetta Fenice, hanno sbarcato sulla spiaggia di Tiro la "forza d'ingresso" (Entry Force) del contingente di pace italiano, costituita dalle truppe anfibie della nuova Forza di Proiezione dal Mare (FPM), a loro volta composta dalla Brigata marina "San Marco" della Marina Militare e dal reggimento Lagunari dell'Esercito.

In navigazione sottocosta

Nell'occasione il Gruppo Aereo Imbarcato ha effettuato missioni di ricognizione sul traffico mercantile da e per le coste libanesi.
La Nave Giuseppe Garibaldi è stata affiancata dalla portaerei Cavour, varata il 20 luglio 2004 e completata nel 2008, che è entrata in servizio nel 2009 dopo aver terminato le prove. Nave Cavour ha sostituito il più vecchio incrociatore portaelicotteri Vittorio Veneto, non più operativo dal 2003 e posto in disarmo nel 2006 e all'entrata in servizio ha ereditato il ruolo di ammiraglia della flotta della Marina Militare.
Nel settembre 2008 il Garibaldi è entrato in bacino per un ciclo di lavori di manutenzione straordinaria programmata da tempo. Il ciclo di manutenzione del 2008 è stato il primo durante il quale la Marina Militare dispose di un'altra portaerei, il Cavour, allora non ancora pienamente operativa. Il Cavour ha rilevato dal Garibaldi nel 2011 il ruolo di nave ammiraglia della flotta.
Dopo il rientro in servizio la nave ha preso parte nel 2011, nell'ambito della guerra civile libica all'Operazione Unified Protector mettendo a disposizione della NATO otto caccia Harrier a decollo verticale per lo svolgimento dell'operazione militare in Libia, svolgendo il ruolo di nave comando dal 25 marzo al 26 luglio. Gli 8 AV-8B Harrier II a bordo del Garibaldi hanno lanciato 160 missili/bombe a guida laser su obiettivi sul suolo libico, con 1221 ore di volo complessive.

### Dall'ammodernamento del 2013
In seguito alla successiva riorganizzazione del 2013 è stato inquadrato nel COMGRUPNAVIT insieme alle navi da sbarco San Giorgio, San Marco e San Giusto. Le stesse unità dal 12 settembre 2014, a seguito della ristrutturazione dei comandi di demoltiplica delle forze d'altura della Marina Militare ubicati nelle basi principali sono state inquadrate nel COMGRUPNAV TRE, con la capacità di assolvere funzioni e compiti di Comando di un Gruppo navale e di Comando di una forza anfibia nazionale e multinazionale. Le unità del Terzo Gruppo Navale fanno parte della componente navale della Marina Militare nella Forza di proiezione dal mare, insieme alla brigata marina "San Marco" e al Reparto Eliassalto che costituisce la componente aerea della grande unità militare anfibia interforze. 
Il 13 ottobre 2013 la nave è stata trasferita presso l'Arsenale militare marittimo di Taranto, per effettuare una profonda ristrutturazione svolta dalle maestranze dell'arsenale, per consentire di prolungare l'impiego operativo dell'unità fino al 2022. 

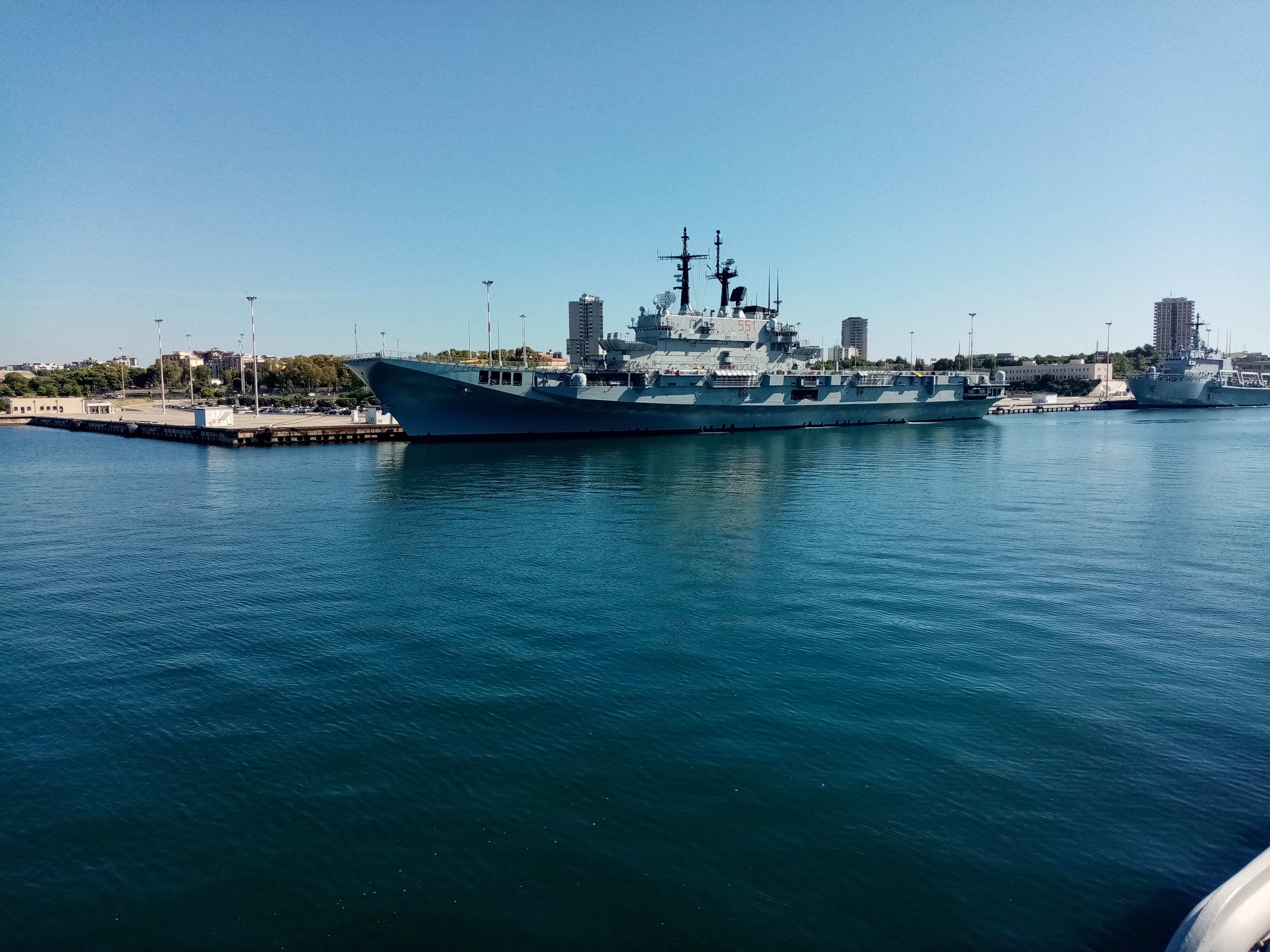
Nave Garibaldi all'ormeggio nella base navale di Taranto, dopo l'ultimo ammodernamento

La ristrutturazione è stata complessa e le lavorazioni hanno riguardato la quasi totalità degli impianti e delle strutture della nave. I lavori hanno riguardato principalmente il rifacimento dell'apparato propulsivo, tutti gli impianti ausiliari, come i gruppi elettrogeni e la manutenzione ordinaria in genere e l'ordinario carenaggio oltre alla bonifica di amianto da alcuni impianti. La sosta avrebbe dovuto protrarsi sino al 15 marzo 2015, con una spesa complessiva inizialmente pianificata di circa 11 milioni di euro, ma le lavorazioni sono state completate nel novembre 2014 con la conclusione delle attività di collaudo, con oltre quattro mesi di anticipo rispetto ai tempi previsti e con una spesa effettiva perfettamente in linea con le risorse finanziarie assegnate.
Le lavorazioni hanno visto la sostituzione delle turbine a gas giunte al termine della loro vita operativa, la revisione dei generatori diesel e del sistema di distribuzione della rete elettrica, il rifacimento del manto del ponte di volo, la revisione di tutti gli impianti di supporto alle operazioni di volo, del sistema di condizionamento sia estivo sia invernale, dei sistemi di sollevamento e movimentazione di velivoli e apparecchiature, degli accessori dello scafo, e degli apparati ed armamenti del sistema di combattimento. I lavori hanno riguardato anche la sostituzione degli impianti di trattamento delle acque oleose di sentina, per adeguare la nave alle ultime normative nazionali ed internazionali in difesa e a tutela del patrimonio ambientale, e il rifacimento del trattamento di pitturazione della carena con un ciclo di pitture a elevato contenuto tecnologico, in grado di assicurare una maggiore durata e di ridurre i consumi di combustibile dell'8-13% e, di conseguenza, ridurre le emissioni di sostanze inquinanti. Complessivamente sono stati trattati 5200 m² di carena, 4400 m² di ponte di volo, sostituiti 30120 kg di lamiere, bonificati e trattati 29348 m³ di casse e sentine e sostituiti 4880 metri di tubazioni.
Dal giugno 2016 è la nave ammiraglia dell'Operazione Sophia (missione EUNAVFOR Med), sostituendo il Cavour. Il 22 agosto 2016, al largo dell'isola di Ventotene, la nave ha ospitato il vertice fra i tre leader dell'unione europea: l'italiano Matteo Renzi, il francese François Hollande e la tedesca Angela Merkel.

### Disarmo
Nel 2021 lo stato maggiore della Marina ha inizialmente deciso di non radiarla con l'entrata in servizio, prevista nella primavera del 2024, della portaelicotteri d'assalto anfibio Trieste, ma impiegare questa unità navale quale piattaforma di lancio a favore della strategia nazionale dello spazio, alle dipendenze del Comando Interforze per le Operazioni Spaziali.
Per il 2024 la Garibaldi diviene la nave di bandiera della NATO Response Force, la forza di reazione rapida dell'alleanza. Si tratta dell'ultima missione, perché il 23 febbraio 2024, il capo di stato maggiore della Marina, l'ammiraglio di squadra Enrico Credendino, ha firmato l'atto con cui dispone "che a decorrere dall'1 ottobre 2024 la nave passi alla posizione 'Ridotta Tabella di Disponibilità Tre', per il successivo disarmo"..
Sul ponte di volo della Giuseppe Garibaldi, il 13 luglio 2024, è stato stabilito il record mondiale di velocità per autoveicoli su navi. Il pilota Fabio Barone, con una Ferrari SF90, ha raggiunto i 152 Km/h superando il precedente record detenuto dalla pilota americana Shea Holbrook che, con una Porsche Taycan, aveva raggiunto i 145 Km/h sulla portaerei statunitense USS Hornet.
È in riserva dal 1º ottobre 2024 presso l'Arsenale militare marittimo di Taranto. Il 7 dicembre 2024 a Livorno la Garibaldi ha presenziato alla consegna della nave d'assalto anfibio Trieste.

## Nome
L'attuale nave Giuseppe Garibaldi (551) è la quinta, nella storia della Marina Militare italiana e della Regia Marina, a prendere il nome dall'eroe dei due mondi; le altre navi che l'hanno preceduta sono:
- Giuseppe Garibaldi - fregata di I rango ad elica, varata nel 1860 proveniva dalla marina napoletana con il nome di Borbona; incorporata nella Regia marina nel 1861 e classificata corvetta nel 1878, dopo essere stata convertita nel 1890 in nave ospedale e ribattezzata Saati venne radiata nel 1894.
- Giuseppe Garibaldi - incrociatore corazzato, varato nel 1899, venne affondato il 18 luglio 1915 dal sommergibile austriaco U.4, mentre era impegnato nel bombardamento della ferrovia Ragusa-Cattaro; aveva operato efficacemente durante la guerra italo-turca nelle acque della Libia, dell'Egeo e del Levante, affondando il 24 febbraio 1912, in un'azione congiunta alla gemella Francesco Ferruccio, la cannoniera turca Avnillah al largo di Beirut.
- Giuseppe Garibaldi - incrociatore leggero tipo Condottieri classe Duca degli Abruzzi (l'ultima delle cinque di questa serie), varato nel 1936 e che, dopo aver preso parte alla seconda guerra mondiale, fu tra le unità navali concesse all'Italia dalle condizioni del trattato di pace. Messo in disarmo nel 1953, tra il 1957 e il 1961 venne ricostruito come incrociatore lanciamissili.
- Giuseppe Garibaldi - incrociatore missilistico ottenuto dalla trasformazione/ricostruzione in unità missilistica della precedente unità andata in disarmo nel 1953. Fu il primo incrociatore missilistico ad entrare in servizio in una marina europea e prima unità di superficie al mondo ad essere predisposta al lancio di missili balistici. Dopo il rientro in Squadra ha ricoperto il ruolo di ammiraglia della flotta fino al 1971, anno in cui è andata definitivamente in disarmo[38].

Queste navi hanno avuto come stemma il volto di Garibaldi ed il motto «Obbedisco».

## Galleria d'immagini

### Immagini del varo

Nell'imminenza del varo
I momenti precedenti il varo
Il momento del varo
La nave in acqua
I momenti successivi al varo

### Immagini della nave impegnata in esercitazioni

Elicotteri Sea King sul ponte di volo (Destined Glory 2001)
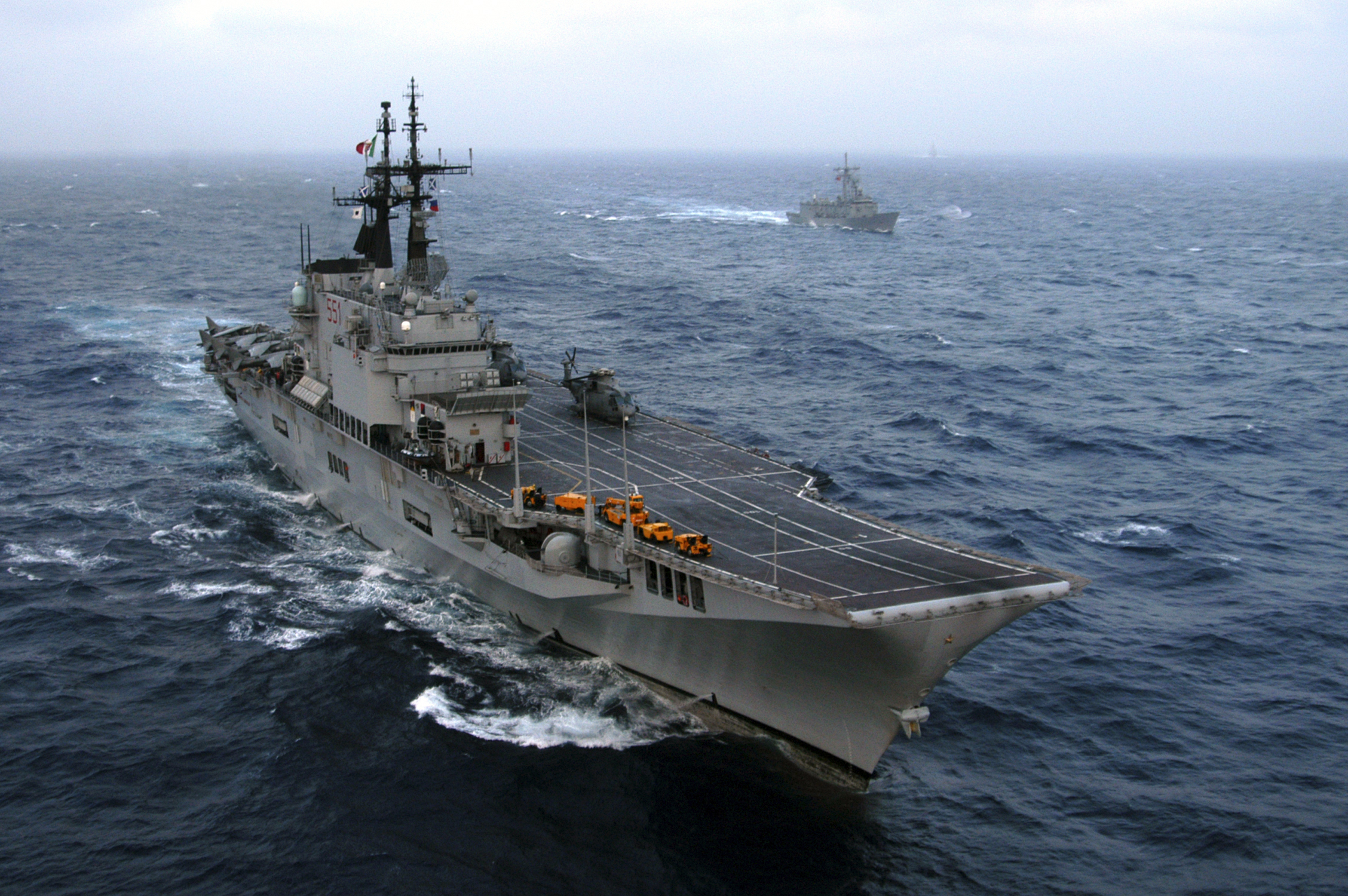
In Atlantico durante l'Esercitazione Majestic Eagle 2004
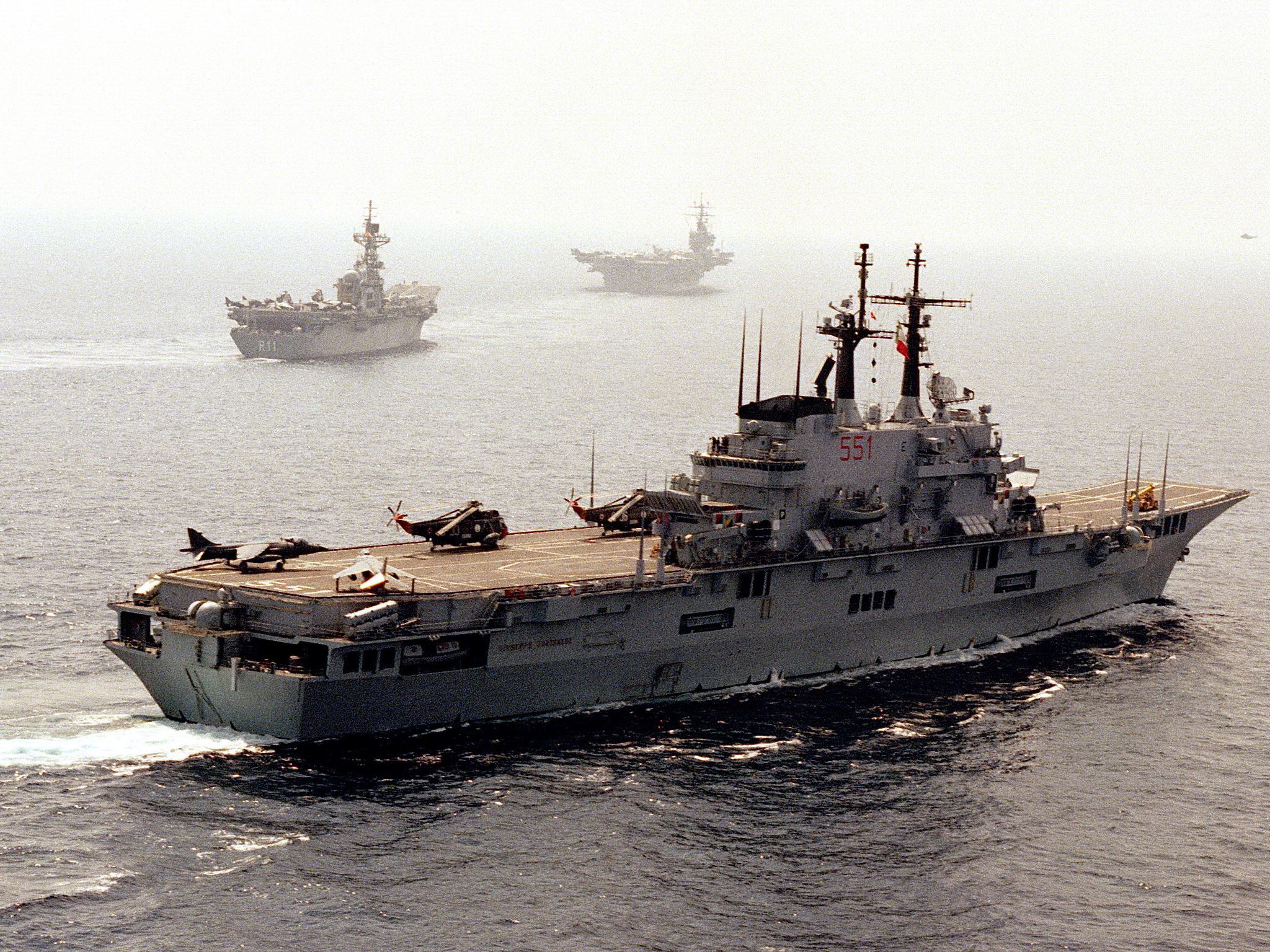
Esercitazione Dragon-Hammer90
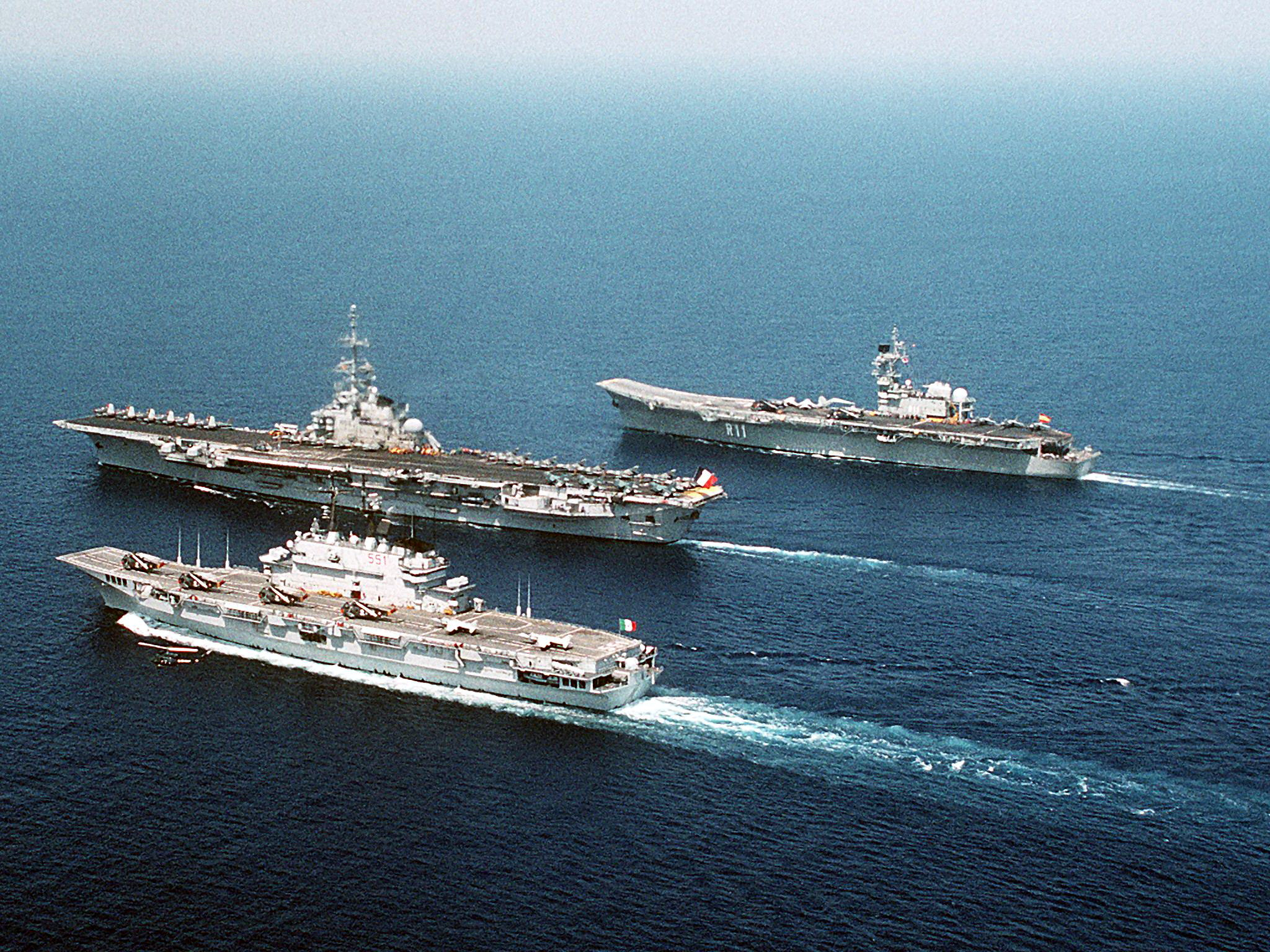
Con le portaerei Príncipe de Asturias e Foch durante Dragon-Hammer92
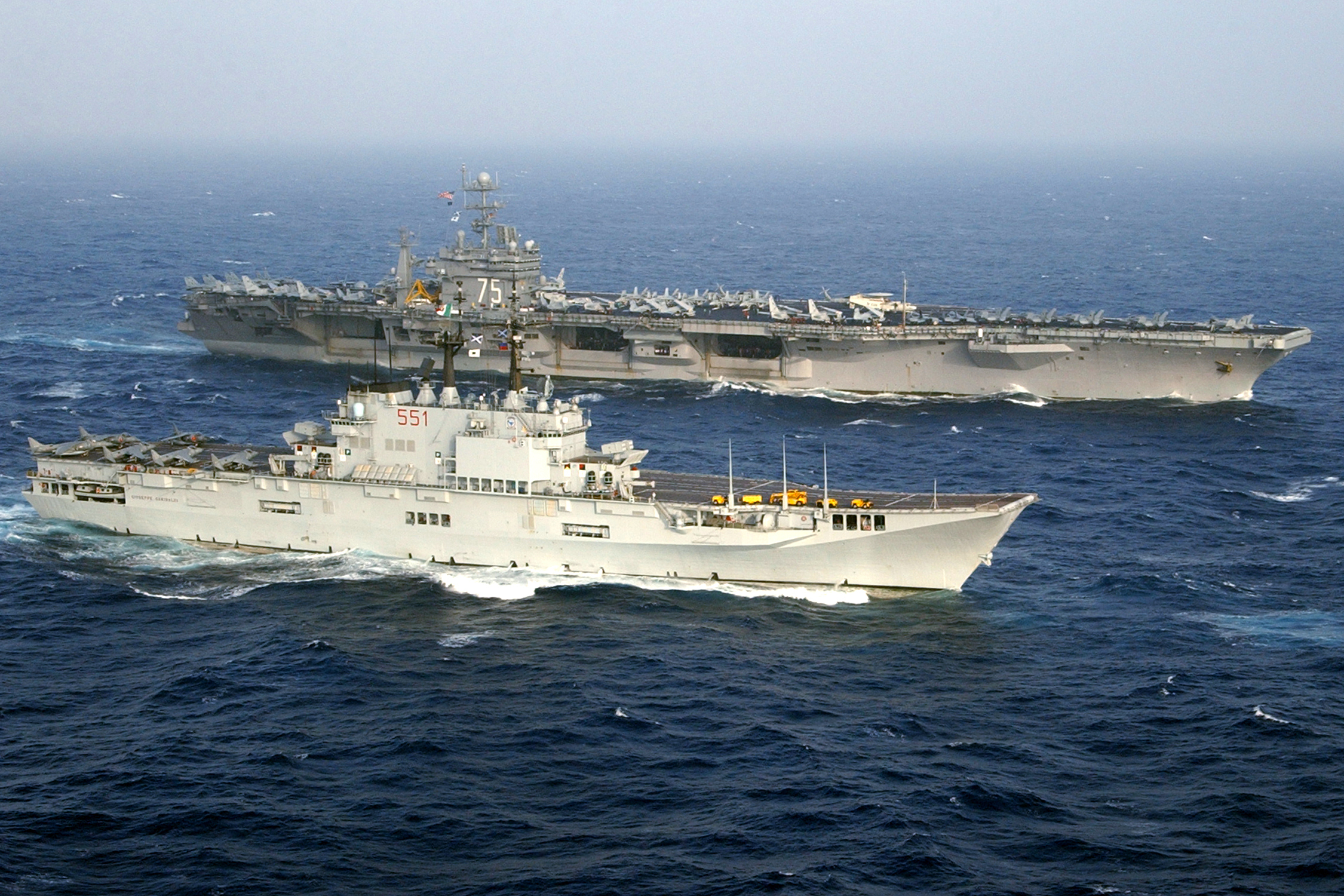
Con la portaerei americana USS Harry S. Truman

### Immagini del Gruppo Aereo Imbarcato

L'hangar
Sollevamento di un elicottero
Elicottero in volo
Appontaggio di un elicottero
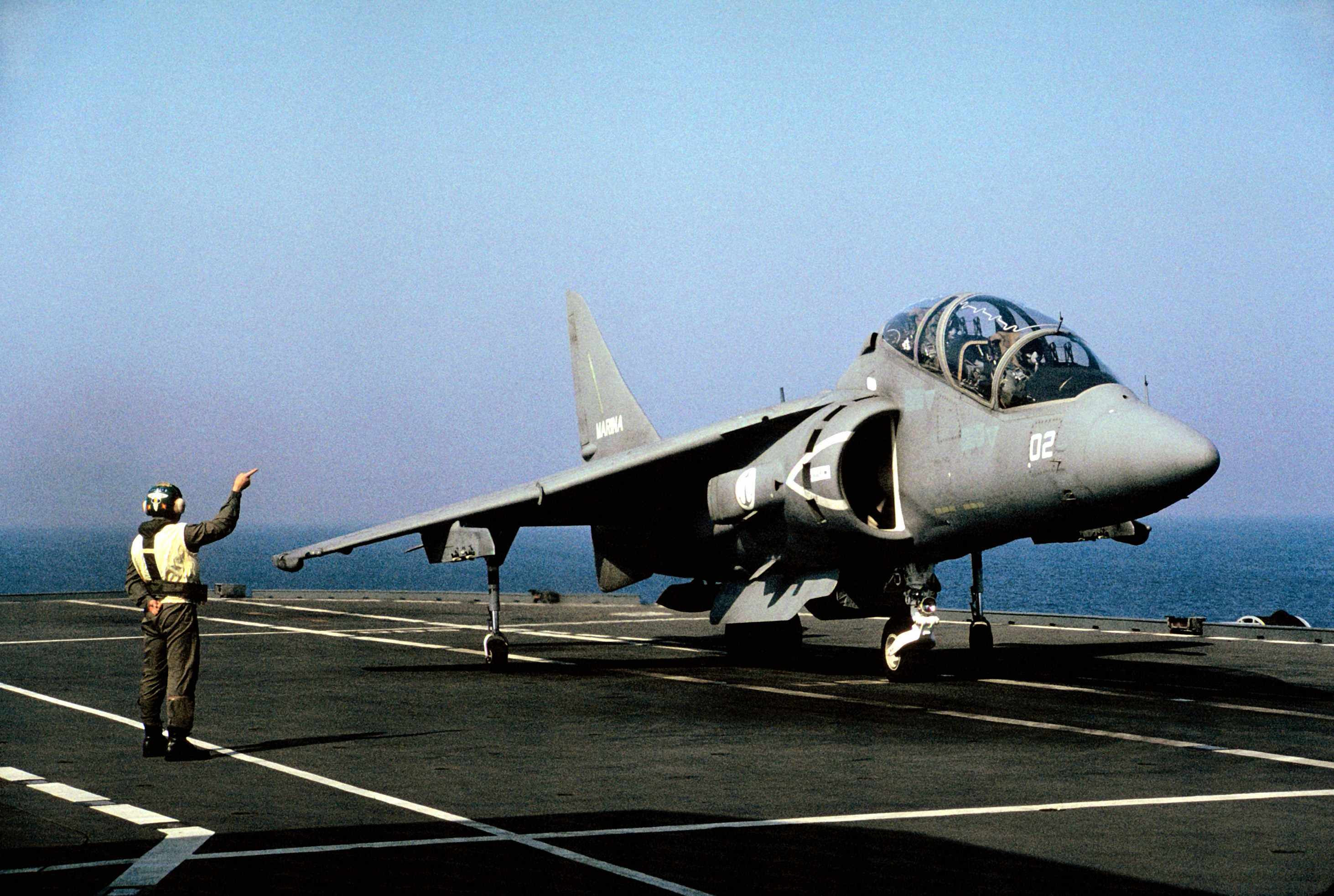
Decollo di un Harrier dell'Aviazione navale